# Michela Figini
Michela Figini (ur. 7 kwietnia 1966 w Prato) – szwajcarska narciarka alpejska, dwukrotna medalistka olimpijska, trzykrotna medalistka mistrzostw świata oraz dwukrotna zdobywczyni Pucharu Świata.

## Kariera
Pierwsze sukcesy w karierze Michela Figini osiągnęła w 1983 roku, zdobywając dwa medale podczas mistrzostw świata juniorów w Sestriere. Najpierw zajęła trzecie miejsce w gigancie, przegrywając tylko z Michaelą Gerg z RFN i Francuzką Hélène Barbier. Dzień później brązowy medal wywalczyła także w kombinacji, plasując się za Gerg i Austriaczką Kathariną Gutensohn. Była tam też między innymi czwarta w zjeździe, przegrywając walkę o podium z Gutensohn o 0,05 sekundy. Parę tygodni wcześniej Figini zadebiutowała w zawodach Pucharu Świata, a 21 stycznia 1983 roku w Schruns zdobyła pierwsze punkty, zajmując dziesiąte miejsce w kombinacji. Już 5 marca 1983 roku w Mont-Tremblant pierwszy raz stanęła na podium zawodów tego cyklu, zajmując trzecie miejsce w zjeździe. Lepsze okazały się tam Kanadyjka Laurie Graham oraz inna reprezentantka Szwajcarii, Maria Walliser.
Najważniejszym punktem sezonu 1983/1984 były igrzyska olimpijskie w Sarajewie. Starty rozpoczęła od zajęcia trzynastego miejsca w slalomie gigancie, jednak trzy dni później zwyciężyła w biegu zjazdowym. W zawodach tych o 0,05 sekundy wyprzedziła Marię Walliser, a o 0,17 sekundy pokonała Olgę Charvátovą z Czechosłowacji. W zawodach pucharowych czterokrotnie plasowała się na podium: 8 stycznia w Puy-Saint-Vincent była druga w supergigancie, 28 stycznia w Megève odniosła pierwsze pucharowe zwycięstwo wygrywając zjazd, dzień później w Saint-Gervais wygrała kombinację, a 17 marca 1984 roku w Jasnej była druga w gigancie. W klasyfikacji generalnej oraz klasyfikacjach zjazdu i kombinacji zajmowała piąte miejsce, a w klasyfikacji giganta była szósta.
W sezonie 1984/1985 wywalczyła Kryształową Kulę za zwycięstwo w klasyfikacji generalnej. Na podium stawała dwanaście razy, w tym aż osiem razy zwyciężała: 4 stycznia w Mariborze wygrała giganta, w dniach 9-10 stycznia w Bad Kleinkirchheim wygrała kombinację i dwa zjazdy, 13 stycznia w Pfronten była najlepsza w supergigancie, 20 i 21 stycznia w Saint-Gervais zwyciężała w zjeździe i gigancie, a 8 marca 1985 roku w Arosa wygrała kombinację. Wyniki te dały jej Małe Kryształowe Kule w klasyfikacjach zjazdu i giganta, a w klasyfikacji kombinacji zajęła drugie miejsce za swą rodaczką, Brigitte Oertli. W lutym 1985 roku wystartowała na mistrzostwach świata w Bormio, gdzie wywalczyła złoty medal w zjeździe. W zawodach tych wyprzedziła o 1,58 sekundy kolejną Szwajcarkę Ariane Ehrat i Katharinę Gutensohn. Na tej samej imprezie zajęła także piętnaste miejsce w gigancie, a rywalizacji w kombinacji nie ukończyła.
Rok później tylko trzykrotnie plasowała się w najlepszej trójce. Najpierw 6 stycznia w Mariborze była druga w gigancie, następnie tego samego dnia wygrała kombinację, a 19 stycznia 1986 roku w Oberstaufen zajęła trzecie miejsce w gigancie. W klasyfikacji generalnej i klasyfikacjach zjazdu oraz giganta była szósta, a w kombinacji zajęła trzecie miejsce za Marią Walliser i Eriką Hess. Nieco lepsze wyniki osiągała w sezonie 1986/1987, który ukończyła na piątej pozycji. Odniosła trzy zwycięstwa: 12 grudnia w Val d’Isère, 16 stycznia w Pfronten i 8 marca 1987 roku w Calgary wygrywała biegi zjazdowe, dzięki temu zdobyła kolejną Małą Kryształową Kulę w klasyfikacji tej konkurencji. Z rozgrywanych na przełomie stycznia i lutego 1987 roku mistrzostw świata w Crans-Montana wróciła z dwoma medalami. Najpierw zajęła drugie miejsce w zjeździe, przegrywając tylko z Walliser o 0,31 sekundy. Następnie srebro wywalczyła w supergigancie, rozdzielając na podium Walliser oraz Mateję Svet z Jugosławii. Zajęła tam także czwarte miejsce w gigancie, przegrywając walkę o podium z Walliser o 0,26 sekundy.
Swoje drugie zwycięstwo w klasyfikacji generalnej Pucharu Świata odniosła w sezonie 1987/1988. Dziewięciokrotnie stawała na podium, w tym pięciokrotnie była najlepsza: 11 i 12 grudnia w Leukerbad wygrywała zjazd i supergiganta, 14 stycznia w Zinal wygrała kolejny zjazd, a 12 i 13 marca 1988 roku w Rossland ponownie wygrała zjazd i supergiganta. W efekcie zwyciężyła także w klasyfikacjach zjazdu oraz supergiganta. Ostatni medal na arenie międzynarodowej wywalczyła podczas igrzysk olimpijskie w Calgary, zajmując drugie miejsce w supergigancie. Szwajcarka straciła 1 sekundę do Austriaczki Sigrid Wolf, a o 0,23 sekundy wyprzedziła Kanadyjkę Karen Percy. Na tych igrzyskach była również dziewiąta w zjeździe, a giganta nie ukończyła. Podczas rozgrywanych rok później mistrzostw świata w Vail jej najlepszym wynikiem było piąte miejsce w supergigancie. W zawodach pucharowych dziewięć razy stawała na podium, odnosząc sześć kolejnych zwycięstw: 2 grudnia w Val d’Isère, 12 i 13 stycznia w Grindelwald, 18 i 19 lutego w Lake Louise oraz 24 lutego 1989 roku w Steamboat Springs była najlepsza w zjeździe. W klasyfikacji generalnej była trzecia, plasując się za Vreni Schneider i Marią Walliser. Wywalczyła także trzecią z rzędu i zarazem ostatnią w karierze Małą Kryształową Kulę w klasyfikacji zjazdu.
Startowała także w sezonie 1989/1990, jednak osiągała wyniki słabsze niż w poprzednich sezonach. Na podium znalazła się tylko trzy razy, za każdym razem w zjeździe: 9 grudnia w Steamboat Springs była druga, 27 stycznia Santa Caterina odniosła ostatnie pucharowe zwycięstwo, a 3 lutego 1990 roku w Veysonnaz zajęła trzecie miejsce. Podium w Veysonnaz było jej ostatnim w karierze. W klasyfikacji generalnej zajęła ósme miejsce, a w klasyfikacji zjazdu była trzecia, za Kathariną Gutensohn i Austriaczką Petrą Kronberger. W marcu 1990 roku zakończyła karierę.
Wielokrotnie zdobywała medale mistrzostw Szwajcarii, w tym złote w zjeździe w latach 1984, 1985 i 1989 oraz gigancie w 1988 roku.
Wyszła za mąż za włoskiego alpejczyka, Ivano Camozziego, z którym ma dwójkę dzieci.

## Osiągnięcia

### Igrzyska olimpijskie
| Miejsce | Dzień     | Rok  | Miejscowość | Konkurencja | Czas biegu | Strata | Zwyciężczyni     |
| ------- | --------- | ---- | ----------- | ----------- | ---------- | ------ | ---------------- |
| 12.     | 13 lutego | 1984 | Sarajewo    | Gigant      | 2:20,98    | +2,36  | Debbie Armstrong |
| 1.      | 16 lutego | 1984 | Sarajewo    | Zjazd       | 1:13,36    | -      | -                |
| 9.      | 19 lutego | 1988 | Calgary     | Zjazd       | 1:25,86    | +1,40  | Marina Kiehl     |
| 2.      | 22 lutego | 1988 | Calgary     | Supergigant | 1:19,03    | +1,00  | Sigrid Wolf      |
| DNF     | 24 lutego | 1988 | Calgary     | Gigant      | 2:06,49    | -      | Vreni Schneider  |

### Mistrzostwa świata
| Miejsce | Dzień       | Rok  | Miejscowość   | Konkurencja | Czas biegu | Strata     | Zwyciężczyni    |
| ------- | ----------- | ---- | ------------- | ----------- | ---------- | ---------- | --------------- |
| 1.      | 3 lutego    | 1985 | Bormio        | Zjazd       | 1:26,96    | -          | -               |
| DNF     | 4 lutego    | 1985 | Bormio        | Kombinacja  | 18,72 pkt  | -          | Erika Hess      |
| 15.     | 6 lutego    | 1985 | Bormio        | Gigant      | 2:18,53    | +3,06      | Diann Roffe     |
| 6.      | 30 stycznia | 1987 | Crans-Montana | Kombinacja  | 15,32 pkt  | +36,99 pkt | Erika Hess      |
| 2.      | 1 lutego    | 1987 | Crans-Montana | Zjazd       | 1:43,80    | +0,31      | Maria Walliser  |
| 2.      | 3 lutego    | 1987 | Crans-Montana | Supergigant | 1:19,17    | +1,01      | Maria Walliser  |
| 4.      | 5 lutego    | 1987 | Crans-Montana | Gigant      | 2:21,22    | +2,55      | Vreni Schneider |
| 8.      | 5 lutego    | 1989 | Vail          | Zjazd       | 1:46,50    | +2,07      | Maria Walliser  |
| 5.      | 8 lutego    | 1989 | Vail          | Supergigant | 1:19,46    | +0,62      | Ulrike Maier    |

### Mistrzostwa świata juniorów
| Miejsce | Dzień   | Rok  | Miejscowość | Konkurencja | Czas biegu | Strata | Zwyciężczyni    |
| ------- | ------- | ---- | ----------- | ----------- | ---------- | ------ | --------------- |
| 4.      | 3 marca | 1983 | Sestriere   | Zjazd       | 1:32,49    | +0,43  | Marina Kiehl    |
| 3.      | 4 marca | 1983 | Sestriere   | Gigant      | 2:16,79    | +1,89  | Michaela Gerg   |
| 16.     | 5 marca | 1983 | Sestriere   | Slalom      | 1:38,46    | +6,22  | Fulvia Stevenin |
| 3.      | 5 marca | 1983 | Sestriere   | Kombinacja  | ?          | ?      | Michaela Gerg   |

### Puchar Świata

#### Zwycięstwa w końcowych klasyfikacjach
- sezon 1982/1983: 26.
- sezon 1983/1984: 5.
- sezon 1984/1985: 1.
- sezon 1985/1986: 6.
- sezon 1986/1987: 5.
- sezon 1987/1988: 1.
- sezon 1988/1989: 3.
- sezon 1989/1990: 8.

#### Zwycięstwa w konkursach
1. Megève – 28 stycznia 1984 (zjazd)
2. Saint-Gervais – 29 stycznia 1984 (kombinacja)
3. Maribor – 4 stycznia 1985 (gigant)
4. Bad Kleinkirchheim – 9 stycznia 1985 (kombinacja)
5. Bad Kleinkirchheim – 9 stycznia 1985 (zjazd)
6. Bad Kleinkirchheim – 10 stycznia 1985 (zjazd)
7. Pfronten – 13 stycznia 1985 (supergigant)
8. Saint-Gervais – 20 stycznia 1985 (zjazd)
9. Saint-Gervais – 21 stycznia 1985 (gigant)
10. Arosa – 8 marca 1985 (kombinacja)
11. Maribor – 6 stycznia 1986 (kombinacja)
12. Val d’Isère – 12 grudnia 1986 (zjazd)
13. Pfronten – 16 stycznia 1987 (zjazd)
14. Calgary – 8 marca 1987 (zjazd)
15. Leukerbad – 11 grudnia 1987 (zjazd)
16. Leukerbad – 12 grudnia 1987 (supergigant)
17. Zinal – 14 stycznia 1988 (zjazd)
18. Rossland – 12 marca 1988 (zjazd)
19. Rossland – 13 marca 1988 (supergigant)
20. Val d’Isère – 2 grudnia 1988 (zjazd)
21. Grindelwald – 12 stycznia 1989 (zjazd)
22. Grindelwald – 13 stycznia 1989 (zjazd)
23. Lake Louise – 18 lutego 1989 (zjazd)
24. Lake Louise – 19 lutego 1989 (zjazd)
25. Steamboat Springs – 24 lutego 1989 (zjazd)
26. Santa Caterina – 27 stycznia 1990 (zjazd)

- 26 zwycięstw (17 zjazdów, 4 kombinacje, 3 supergiganty i 2 giganty)

#### Pozostałe miejsca na podium
1. Mont-Tremblant – 5 marca 1983 (zjazd) – 3. miejsce
2. Puy-Saint-Vincent – 7 stycznia 1984 (zjazd) – 2. miejsce
3. Jasná – 17 marca 1984 (gigant) – 2. miejsce
4. Arosa – 26 stycznia 1985 (supergigant) – 3. miejsce
5. Banff – 8 marca 1985 (zjazd) – 2. miejsce
6. Banff – 9 marca 1985 (zjazd) – 2. miejsce
7. Banff – 10 marca 1985 (supergigant) – 2. miejsce
8. Maribor – 6 stycznia 1986 (gigant) – 2. miejsce
9. Oberstaufen – 19 stycznia 1986 (gigant) – 3. miejsce
10. Valzoldana – 20 grudnia 1986 (gigant) – 3. miejsce
11. Sarajewo – 22 marca 1987 (gigant) – 3. miejsce
12. Val d’Isère – 4 grudnia 1987 (zjazd) – 2. miejsce
13. Piancavallo – 20 grudnia 1987 (gigant) – 3. miejsce
14. Lech – 9 stycznia 1988 (supergigant) – 3. miejsce
15. Zinal – 16 stycznia 1988 (zjazd) – 2. miejsce
16. Altenmarkt – 15 grudnia 1988 (zjazd) – 3. miejsce
17. Grindelwald – 15 stycznia 1989 (kombinacja) – 3. miejsce
18. Steamboat Springs – 25 lutego 1989 (supergigant) – 3. miejsce
19. Steamboat Springs – 9 grudnia 1989 (zjazd) – 2. miejsce
20. Veysonnaz – 3 lutego 1990 (zjazd) – 3. miejsce